# Rina Massardi
Rina Massardi (Virle Treponti, Itália, 21 de junho de 1897 — Montevidéu, 23 de julho de 1979) foi uma cantora lírica, atriz e diretora de cinema uruguaia, responsável pelo primeiro filme lírico sul-americana, estreado em 1938.

## Reconhecimento
Em 2013, a artista visual uruguaia Inés Olmedo publicou sua investigação sobre a vida e obra da artista e realizou exposições sob o título Rina, la primera, colaborando à legitimização de Rina Massardi como a primeira cineasta uruguaia e à valorização e conhecimento de sua obra.